# 海王丸 (2代)
海王丸（かいおうまる、英語: Kaiwo Maru）は、独立行政法人海技教育機構が運航する航海練習船。日本丸と並ぶ日本を代表する大型帆船である。本項では、1989年（平成元年）に竣工した2代目（海王丸II世）を取り扱う。外見は日本丸と似ているが、発電機や主機、救命艇、プロペラ、種別など異なる部分が多い。

## 船歴
初代海王丸の後継として、1989年（平成元年）に全通船楼甲板船として就航したのが海王丸II世である。
先代の海王丸に比べて大型化がなされ、また、日本丸II世で培われた建造技術をさらに進歩させ、帆走時には抵抗となるプロペラの迎え角を水流に平行とすることにより抵抗を減少させる、フェザリング機能を有する可変ピッチプロペラの採用などにより日本丸II世をしのぐ帆走性能を得た。その年で最速の帆船に贈られる「ボストン・ティーポットトロフィー」を1990年（平成2年）、1991年（平成3年）、1994年（平成6年）、1995年（平成7年）と4回受賞（日本丸II世は3回受賞）している。なかでも1995年（平成7年）には124時間で1394マイルを帆走する記録を打ち立てている。
海王丸II世は国有ではなく、民間の寄付により建造された。
公益財団法人海技教育財団が所有しており、独立行政法人海技教育機構に用船契約される形で運航されている。海技教育財団が、一般社会人向けの体験航海・遠洋航海コースを実施しているが、海事教育機関の練習船であるため、実習生の参加人数により一般募集枠が少なくなる場合もある。
補足として、日本丸II世との外見の違いは「船首像」「船体のライン数」「救命艇の形状」「後部フード（舵輪の屋根）の形状」である。

### 座礁事故
2004年（平成16年）10月20日22時47分、海王丸II世は台風23号を避けようと伏木富山港沖で錨泊していたが、暴風により走錨し、伏木富山港富山地区の防波堤に座礁した。
10月21日8時45分に救助が開始。15時20分に167名全員が救助された。内30名が負傷した。
地元の船はこのような避難行動を行わず、海上保安庁からも伏木地区は台風回避に適当ではないと勧告されており、このときの船長は後日判断ミスを認めた。
11月24日になり、35日間座礁したままになっていた海王丸II世はクレーン船2隻でつり上げられて離礁し、仮修理のため近くの新日本海重工業造船所へ曳航された。船底だけで130箇所も損傷があったため長引いたが、2005年（平成17年）4月5日に仮修理が完了し、本格的修理のためIHI横浜工場へ曳航された。左舷側を中心に約4割の鋼材が取り替えられるなどされ、2006年（平成18年）1月5日、修理が完了した。
両地区の間にある新湊地区の海王丸パークには、航海練習船を退いた海王丸が係留されており、海王丸II世の寄港によって両船が初めて揃う予定であったが、これが実現したのは座礁事故から約1年9か月を経た2006年（平成18年）7月15日のことであった。

## 設計
4檣バーク型帆船で、メインマスト高は43.5 m（船楼甲板からの高さ）、総帆数36枚（総面積2,760平方メートル）である。

## 24時間テレビ
- 2024年の日本テレビの特別番組「24時間テレビ47 愛は地球を救うのか?」の9月1日午後6時ごろに「藤井貴彦が伝える世界最大の帆船 海王丸座礁事故の一部始終」[14]で、当時の実習生5人にインタビューした。そして当時の教官と20年ぶりに再会した。

## ギャラリー

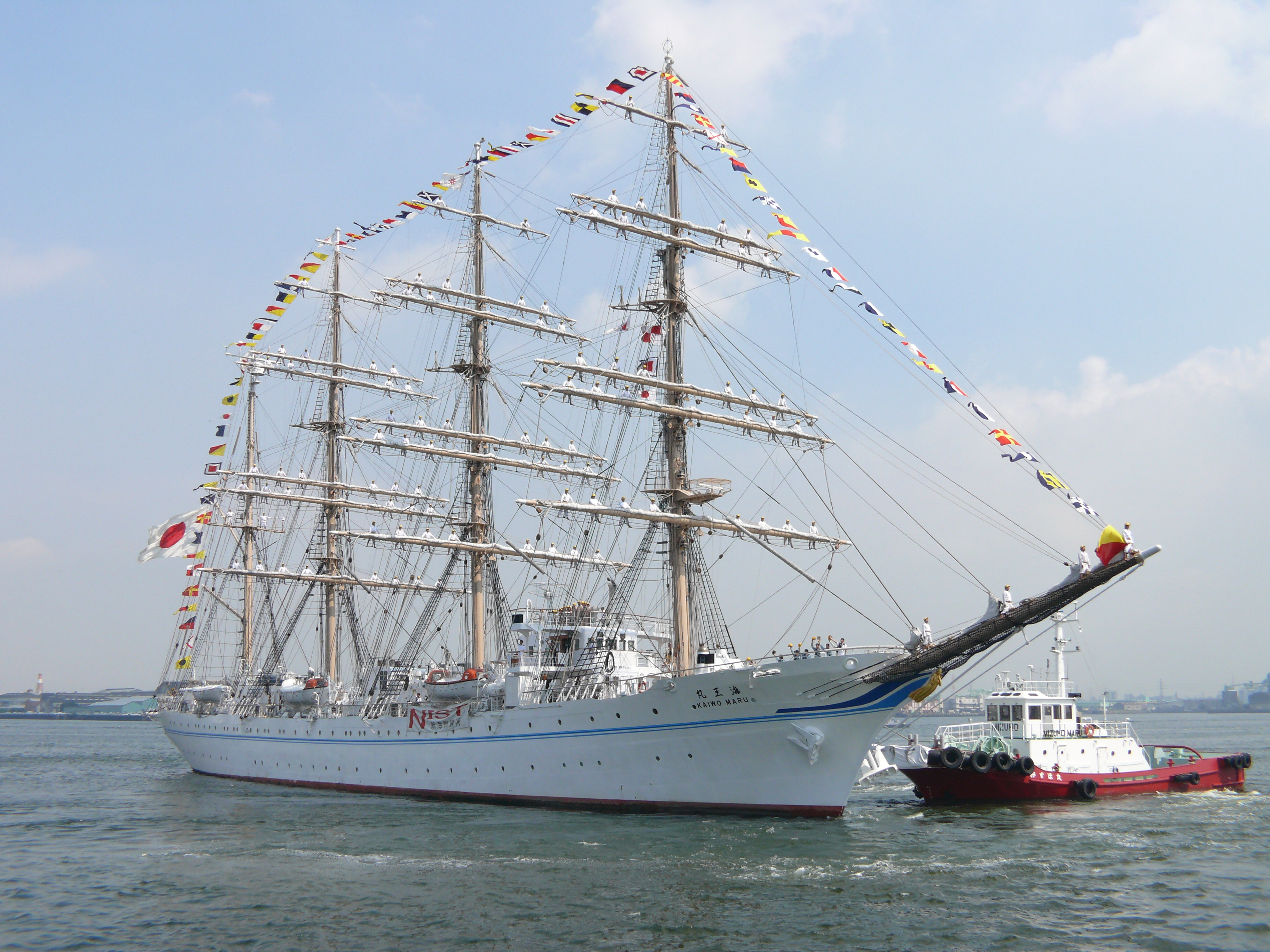
海王丸II世（2007年7月18日撮影）
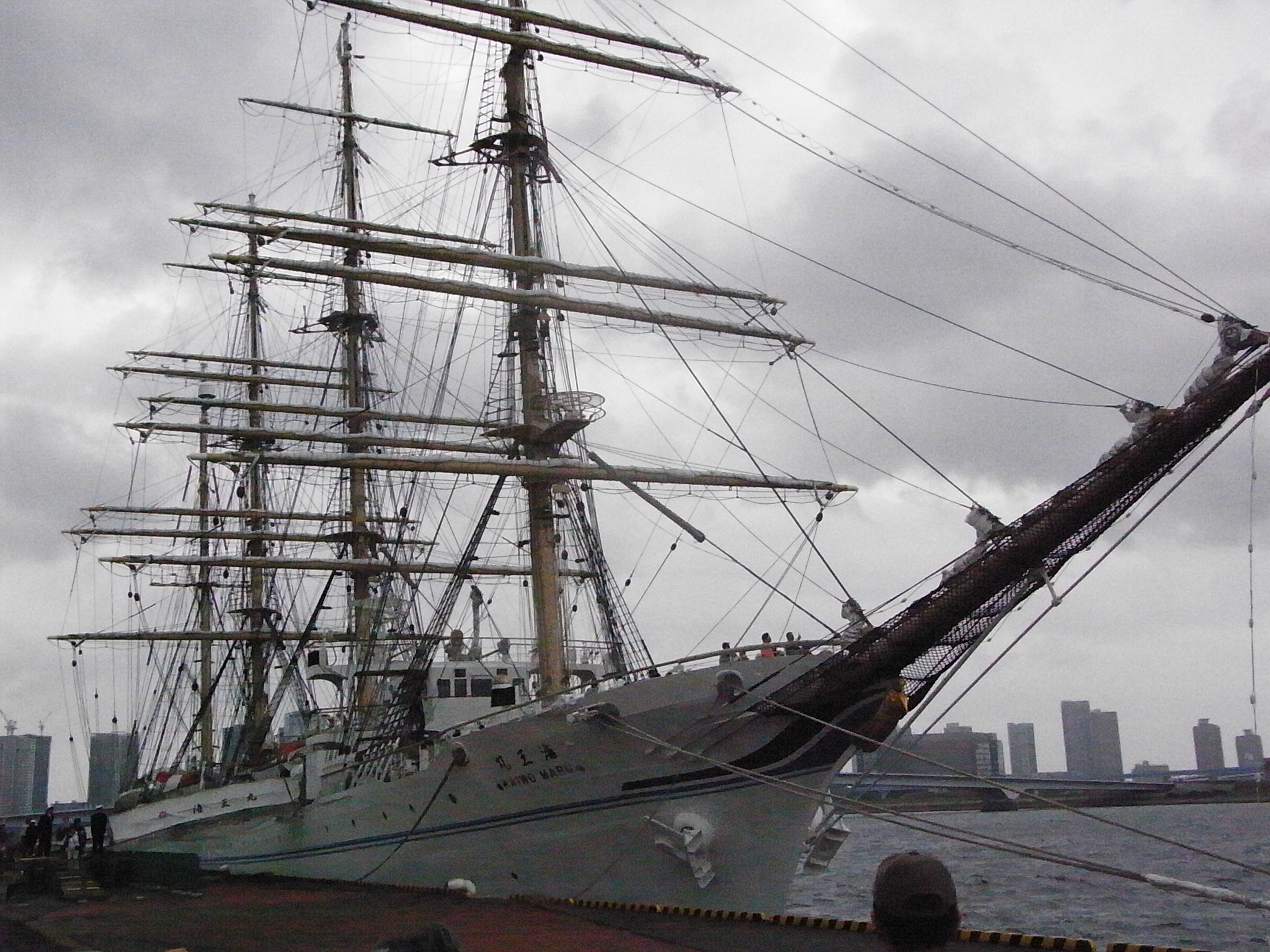
「第62回東京みなと祭（晴海客船ターミナル）」にて（2009年5月17日撮影）
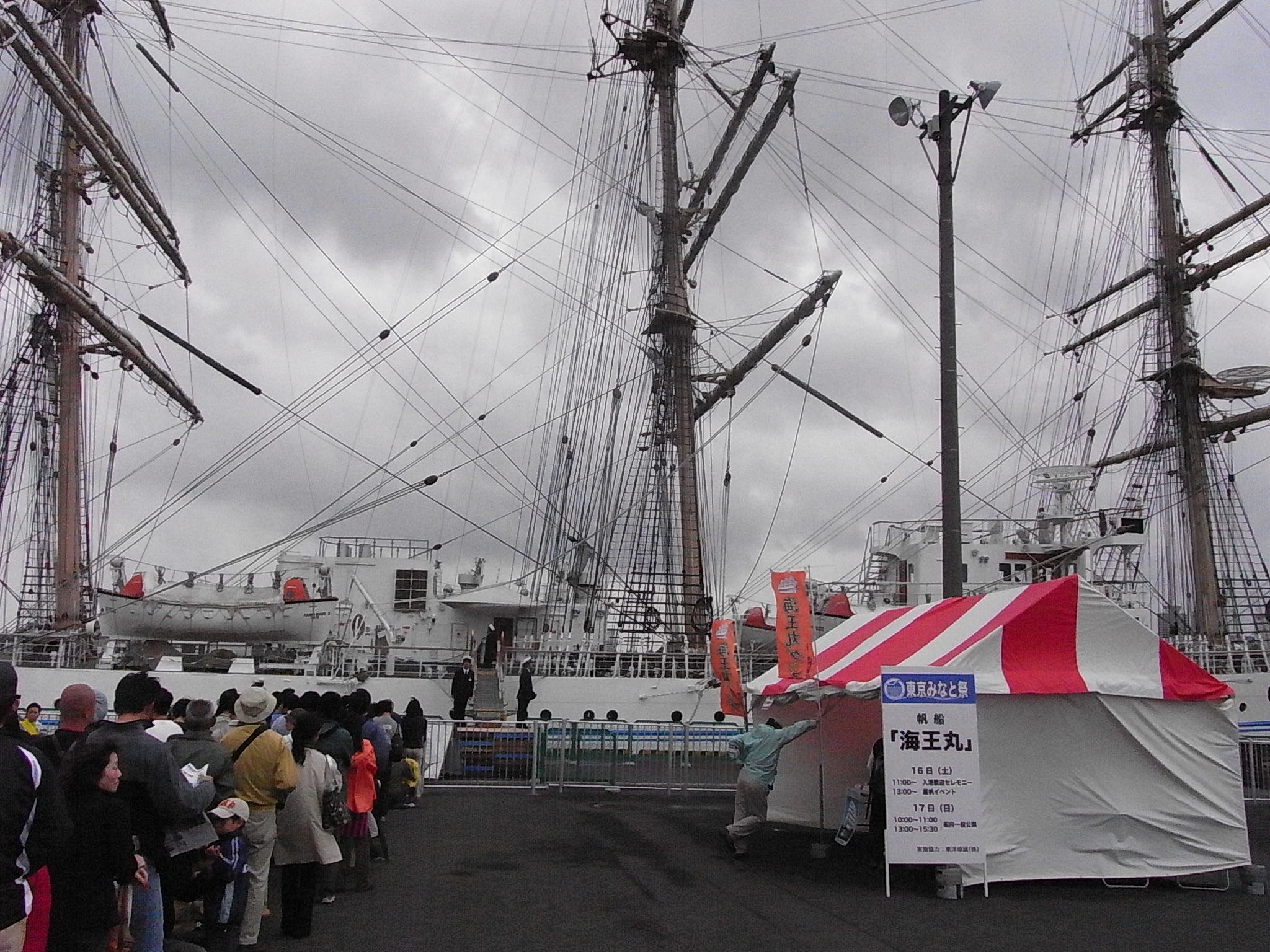
「海王丸」見学会場（2009年5月17日撮影）
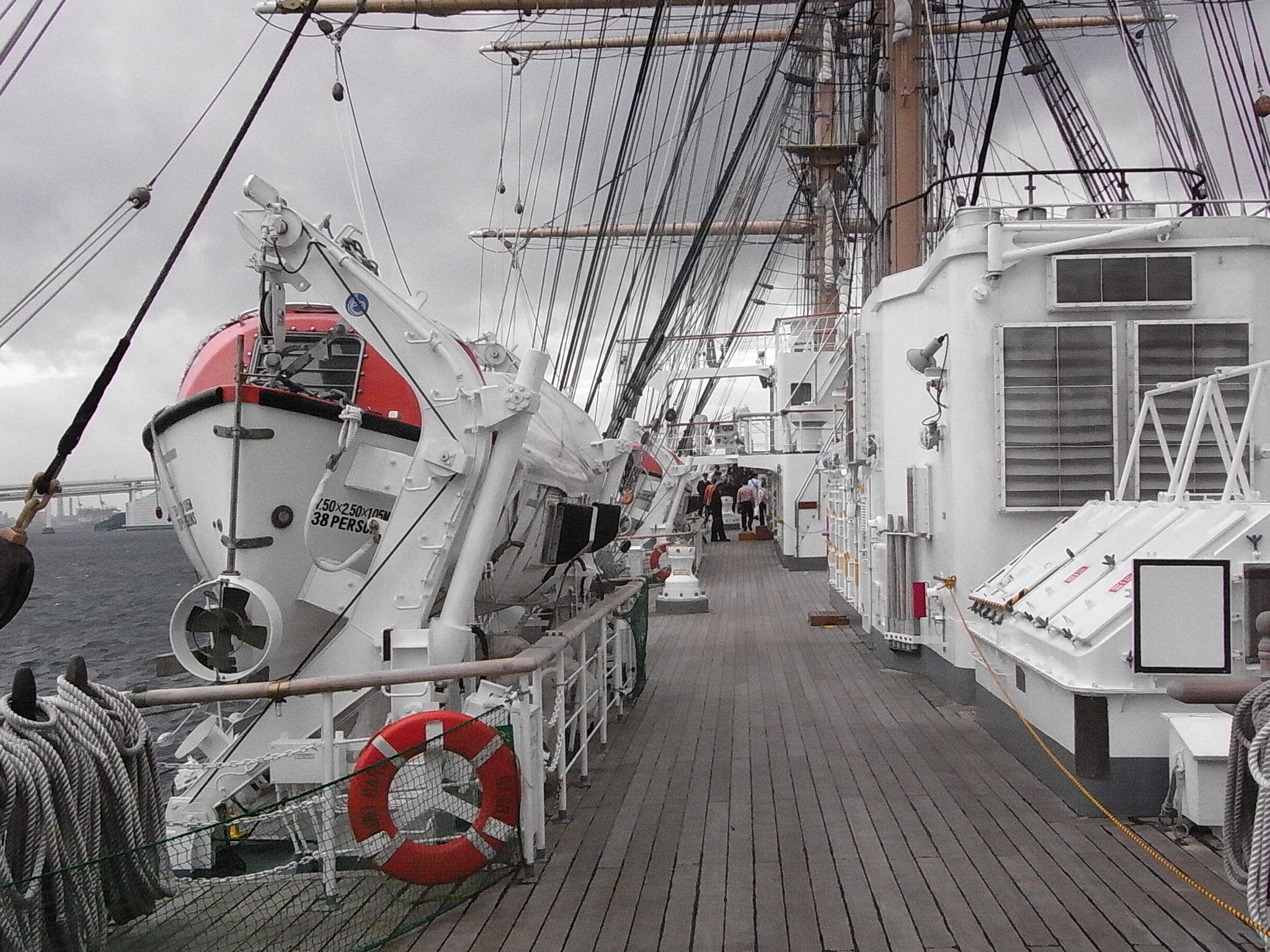
甲板（2009年5月17日撮影）
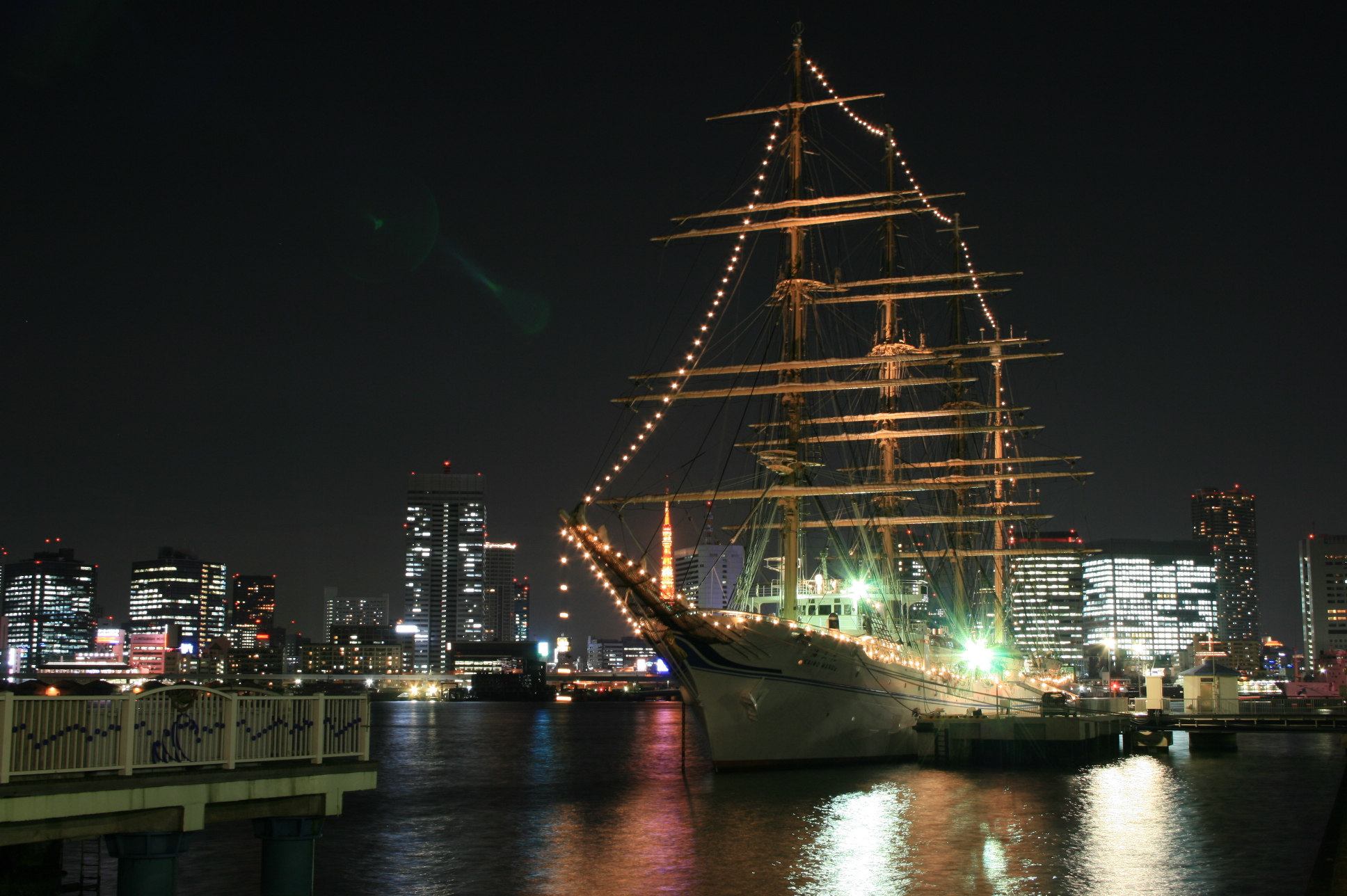
晴海埠頭でのライトアップ（2008年6月30日撮影）
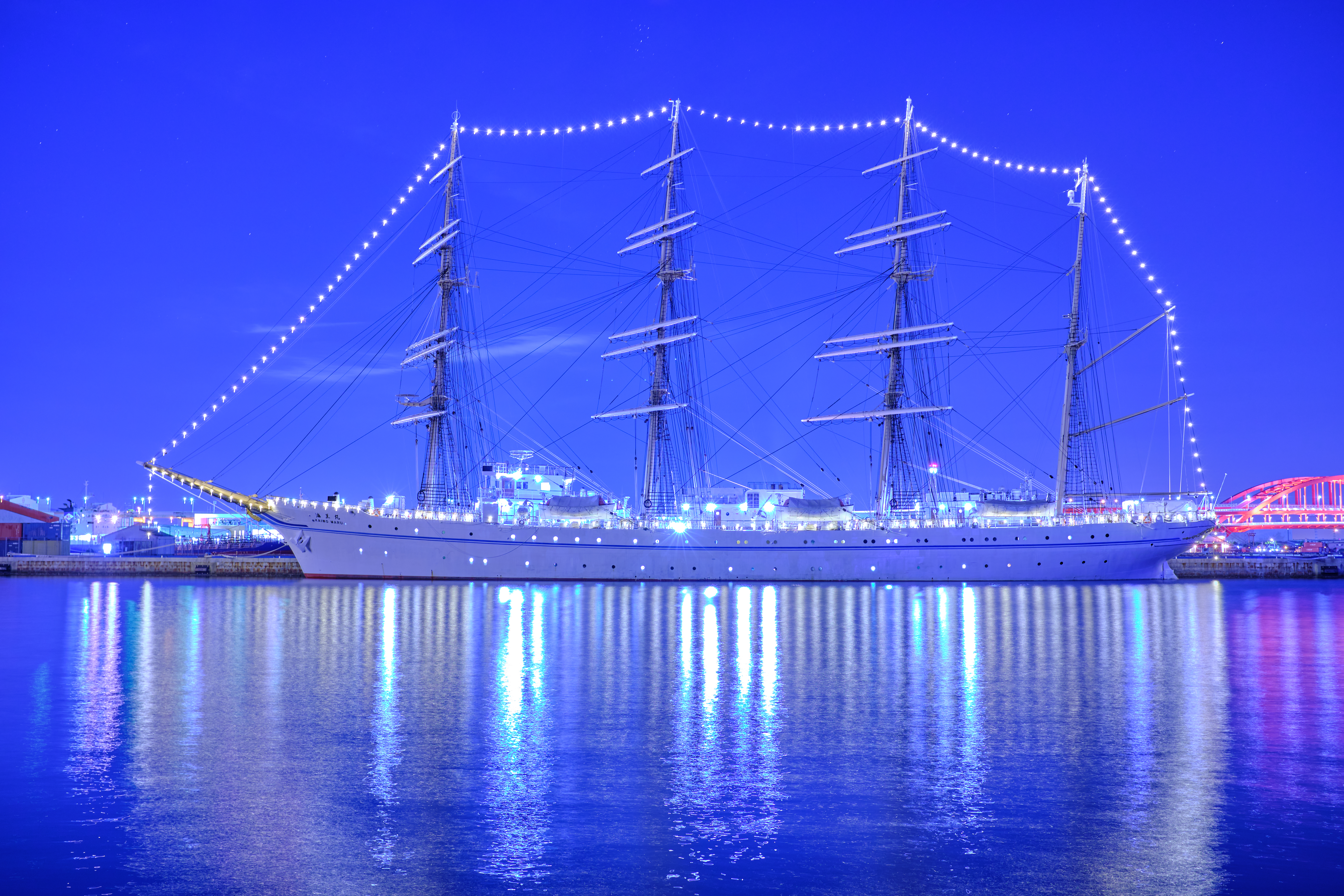
神戸港、新港第2突堤でのライトアップ（2020年9月28日撮影）